# 小牧市立村中小学校
小牧市立村中小学校（こまきしりつむらなかしょうがっこう）は、愛知県小牧市にある市立小学校。

## 沿革
- 1873年（明治6年） - 創立[1]。

## 通学区域
- 小牧市[2]
  - 間々本町
  - 村中新町
  - 弥生町
  - 西島町
  - 西之島
  - 村中
  - 入鹿出新田
  - 河内屋新田
  - 横内
  - 間々（一部の地域）

## 周辺
- 国道155号
- 国道41号
- 小牧インターチェンジ